# Paralacydes punctigera
Paralacydes punctigera là một loài bướm đêm thuộc phân họ Arctiinae, họ Erebidae.